# 沙治·廸布利
沙治·廸布利（1989年10月1日—）是一名科特迪瓦职业足球运动员，司职。目前效力于亞美尼亞足球超級聯賽球队佩歷克。

## 俱乐部生涯
廸布利出生于象牙海岸的阿尼亞馬，他在ASEC米莫萨开始了他的职业生涯。
2008年，他和查尔顿签约，但由于劳工证的原因，2008年7月14日他被租借到昂热。2010年，他租借加盟南特。 
2012年1月，廸布利和俄罗斯球队希姆基签订了一份短期合同。2012年5月，他被租借到俄罗斯甲级联赛球队伯力能源 。
在2016-17赛季结束后，廸布利被域堡解约。  2017年6月21日廸布利自由转会至中甲球队梅州客家。 
2019年1月15日，廸布利加盟港超俱乐部富力R&F。 2020年10月14日，由于新赛季富力R&F退出港超联赛，迪布尼离开了俱乐部。2021年2月13日，廸布利回到老东家丹麦俱乐部域堡域堡 。 赛季结束后，他再次离开了俱乐部。
2021年7月2日，廸布利重返亚美尼亚超级联赛，签约艾拉華特葉里溫。  2022年1月14日，经双方协商，廸布利离队。  2022年1月27日，廸布利加盟亚美尼亚超级联赛俱乐部佩歷克 。 

## 国家队生涯
廸布利在2009年卢旺达非洲青年锦标赛上代表科特迪瓦U20出战。 

## 荣誉
佩歷克
- 亚美尼亚超级联赛： 2021–22

个人
- 亚美尼亚超级联赛最佳射手：2021–22 （22 球）